# Vanilie
Vanilia (Vanilla planifolia) familia „Orchidaceae” este o planta cu miros plăcut spaniolă vainilla - păstaie mică, latină vagina. Ea este o plantă cățărătoare originară America Centrală, Mexic, care poate atinge 10 m înălțime, cu flori galbene, din care se formează păstăi de 15 – 20 cm lungime. Vanilina este componentul principal din vanilie. 